# 莫氏無鰭蛇鰻
莫氏無鰭蛇鰻為輻鰭魚綱鰻鱺目糯鰻亞目蛇鰻科的其中一種，分布於東大西洋區，從塞內加爾至奈及利亞海域，棲息深度80-150公尺，體長可達49.5公分，棲息在沙泥底質海域，會將身體埋藏於沙泥中，屬肉食性。

## 擴展閱讀
維基物種上的相關：莫氏無鰭蛇鰻